# Bothy Lake
Bothy Lake är en sjö i Antarktis. Den ligger i Sydorkneyöarna. Argentina och Storbritannien gör anspråk på området. Bothy Lake ligger 39 meter över havet. Den ligger på ön Signy.
I övrigt finns följande vid Bothy Lake:
- Cryptogam Ridge (en bergstopp)
- Twisted Lake (en sjö)